# Fehér Géza (gitáros)
Fehér Géza (Szolnok, 1971. június 12. –) magyar gitáros, aki jelenleg a Szörp és a HársHegy Band zenekarokban zenél.

## Pályafutása
1987 végén kapta meg az első elektronikus gitárját Csehszlovákiából. Az első stúdiómunka 1991-ben történt, a szolnoki Exit zenekar gitárosa épp katonának ment, ezért helyette Fehér játszotta fel a Rocker stúdióban a lemezt. Rengeteget játszottak és végigjárták az országot, de végül elhagyta a zenekart. Megalapította a Crossroad névű feldolgozászenekart, ami Szolnokon népszerű lett.
Beiratkozott az Országos Szórakoztatózenei Központ dzsessz tanszakára és Tornóczky Ferencnél tanult négy évig. Szisztematikusan kerülte a rockot, hogy a dzsessz hatásosabban épüljön be. Az iskola ideje alatt kevés aktív zenekara volt és csak egy kamaszkori példaképe, Galántai Zsolt, Kitty Hawk nevű zenekarában játszott progresszív rockot. Rengeteget próbáltak, de csak nagyon ritkán játszottak. 1999 tavaszán felkereste Váczi Esztert, és csatlakozott a Szörp zenekarhoz, amelynek azóta is tagja. 2002 márciusában került be a Hobo Blues Bandbe. Egy hónap múlva már a Vadászat bemutatóján dolgozott az együttessel.
2008. szeptember 30-án megjelent Fehér első szólólemeze Lost Piece címmel, amely hat saját instrumentális dalt tartalmaz. Még ugyan ebben az évben október 24-én a Hobo Blues Band akkori felállása megszűnt, vagyis Fehér Géza, Nagy Szabolcs, Hárs Viktor és Gyenge Lajos kiléptek a zenekarból.

## Diszkográfia
- 1991 – Exit – Együtt a szeméttel
- 1992 – Szolnok Rock – Vol. 2 (közreműködő)
- 1992 – Syn Phonyc – Vonderful Future (közreműködő)
- 1994 – Szolnok Rock – Vol. 3 (közreműködő)
- 2000 – Szörp – Fresh off the Wire
- 2001 – Budapest Jazz Orchestra – Budapest Jazz Suite
- 2002 – Szörp – Keresd velem
- 2002 – Hobo Blues Band – Hajtók dala
- 2004 – Hobo Blues Band – Idegen tollak
- 2006 – Hobo Blues Band – Tudod, hogy nincs bocsánat (közreműködő)
- 2006 – Hirleman Bertalan – Prelude (közreműködő)
- 2006 – HársHegy Band – (H)Ár(s)víz
- 2006 – Hobo Blues Band – Kötéltánc (DVD)
- 2007 – Hobo Blues Band – Blues egy trombitásért
- 2008 – Fehér Géza – Lost Piece[3]

## Felszerelései

### Gitárok
- 1979-es évjáratú, USA-ban készült Fender Stratocaster elektromos gitár
- Ibanez RB10 (Reb Beach signature model)
- Ibanez AEG 10 elektroakusztikus gitár

### Hangosítás
- Mesa Boogie Caliber 50+ erősítő
- Mesa Boogie 90W hangfal
- Mesa Boogie W-Twin előerősítő

### Pedálok
- Boss PS-2 delay-pich shifter pedál
- Boss GT-6 (otthoni használatra)
- Focusrite Trakmaster Platinum előfok (otthoni használatra)
- Vox Wah-pedál[4]

## Külső hivatkozások
- Hivatalos oldal
- MySpace